# Dienst Archief Oorlogsslachtoffers

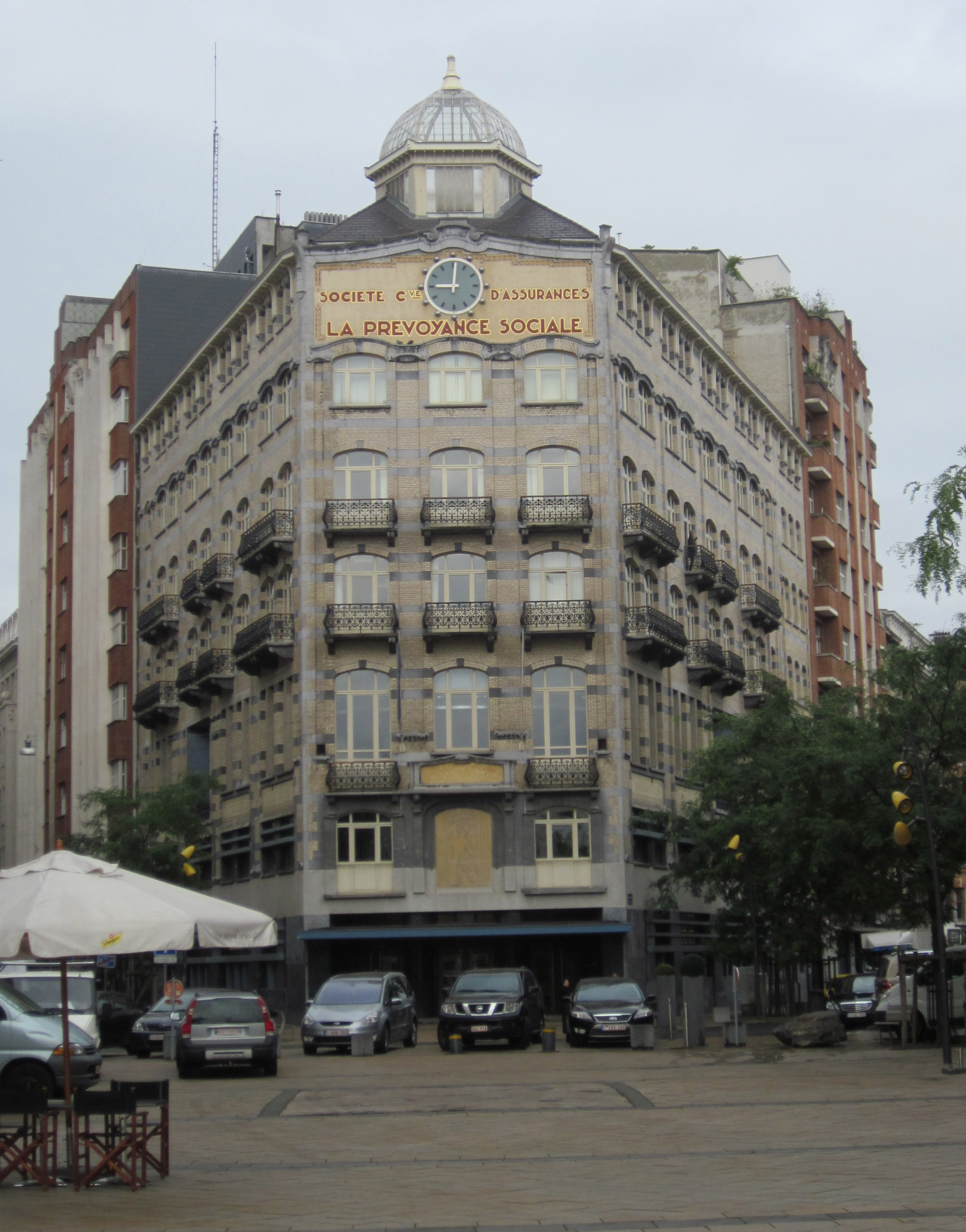
Het gebouw van de Dienst Archief Oorlogsslachtoffers en het CegeSoma

De Dienst Archief Oorlogsslachtoffers is één van de twintig archiefbewaarplaatsen van het Belgische Rijksarchief. De dienst bewaart 11 strekkende kilometer aan archief en documentatie over de oorlogsgeschiedenis van België.
De dienst is samen met het CegeSoma gehuisvest in Anderlecht.

## Geschiedenis
In 1944 werd het de taak van een nieuw Belgisch Commissariaat voor Repatriëring om Belgen te repatriëren, informatie over deze Belgen en hun bezittingen te verzamelen en vermisten op te sporen. Het ministerie voor Oorlogsgetroffenen nam vanaf 1945 deze taken over.
Het ministerie van Oorlogsgetroffenen kende maar een kort bestaan. De bevoegdheden werden onder meer door het ministerie van Wederopbouw overgenomen. Na allerlei reorganisaties en verschuivingen werd de directie-generaal Oorlogsslachtoffers in 2001 deel van de FOD Sociale Zekerheid.
Op 1 januari 2018 werd de werking van de directie-generaal Oorlogsslachtoffers opgesplitst. Enerzijds werd het toekennen van rechten aan oorlogsslachtoffers de bevoegdheid van de Federale Pensioensdienst. Anderzijds werden de archieven en documentatie toegekend aan het Rijksarchief. Deze vormen sindsdien de Dienst Archief Oorlogsslachtoffers.

## Collectie
De Dienst Archief Oorlogsslachtoffiers bewaart de dossiers over statuten, renten en pensioenen die aan Belgen werden toegekend. Daarnaast beheert de dienst ook de documentatie die door haar bijeen werd gebracht.
De dienst beheert onder meer om 550.000 dossiers over burgers die in België of de bezette gebieden betrokken waren bij gebeurtenissen gelinkt aan de Tweede Wereldoorlog. Daarnaast is er ook 'algemene' documentatie, met onder meer een bestand over de deportatie en de vervolging van Joden en Roma in België.

## Website
- Dienst Archief Oorlogsslachtoffers